# Giuliano di Baccio d'Agnolo

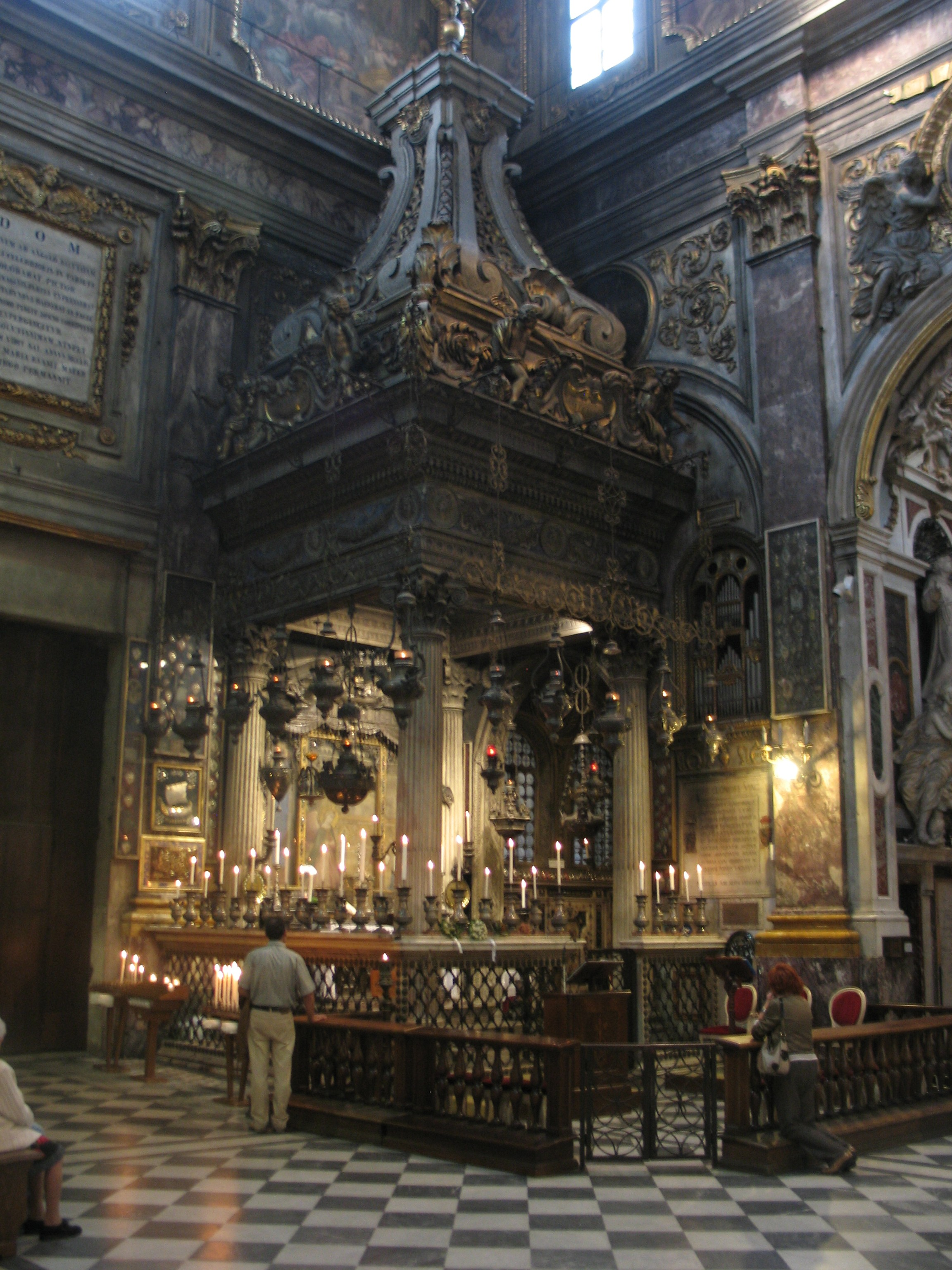
Il ciborio dell'Annunziata

Giuliano di Baccio d'Agnolo Baglioni, conosciuto anche come Giuliano di Bartolomeo Baglioni (Firenze, 1491 – Firenze, 1555), è stato un architetto e scultore italiano.

## Biografia
Figlio di Baccio d'Agnolo, fu architetto come gli altri due fratelli, ma fu quello che spiccò maggiormente. Dopo aver creato opere in chiave minore (come la canonica della chiesa di San Martino a Montughi nel 1539) entrò al servizio di Cosimo I de' Medici. Nel 1542-1543 lavorò con Baccio Bandinelli alla realizzazione della Tribuna nel Salone dei Cinquecento di Palazzo Vecchio. Sempre nel 1543, con la morte del padre, prese il suo posto nella direzione dell'Opera del Duomo di Firenze.
Tra il 1543 e il 1548 realizzò la Cupola della Cattedrale di San Feliciano a Foligno.
Nel 1546 lavorò al ciborio in legno della basilica della Santissima Annunziata e nel 1563 iniziò la costruzione di Palazzo Budini Gattai, portata poi avanti da Bartolomeo Ammannati.
Disegnò inoltre i palazzi Campana a Colle di Val d'Elsa (1539) e Grifoni a San Miniato.